# Montenegro i olympiska spelen
Montenegro har deltagit i 2 olympiska spel (1 sommar, 1 vinter) som självständig nation sedan 2008. Tidigare har idrottare från Montenegro tävlat för Jugoslavien och Serbien och Montenegro.
De har aldrig tagit någon medalj som självständigt land. Tävlande från Montenegro har dock varit med och tagit 22 medaljer i fem olika sporter för Jugoslavien och Serbien och Montenegro.

## Medaljer
| Guld | Silver | Brons | Totalt antal medaljer |
| ---- | ------ | ----- | --------------------- |
| 0    | 0      | 0     | 0                     |